# Primera División de Bolivia 1954
El Campeonato de Primera División 1954, llamado oficialmente Torneo Integrado 1954, fue el primer torneo organizado por la Asociación de Fútbol de La Paz (AFLP).
El torneo consagró campeón nacional a Litoral por primera vez en su historia.

## Sistema de disputa
El certamen se desarrolló en dos ruedas de 16 partidos en la que se enfrentaron todos contra todos. Consagró un campeón y, al ser el Club San José invitado como campeón de la asociación de Oruro a este campeonato,  descendió el primer equipo de la Asociación de Fútbol de La Paz, que se ubicará en la última posición del torneo, al ser esta asociación la encargada del torneo.

## Equipos participantes

### Información general
| Equipo                         | Ciudad |
| ------------------------------ | ------ |
| Asociación de Fútbol de La Paz |        |
| Always Ready                   | La Paz |
| Bolívar                        | La Paz |
| Deportivo Municipal            | La Paz |
| Ferroviario                    | La Paz |
| Ingavi                         | La Paz |
| Litoral                        | La Paz |
| The Strongest                  | La Paz |
| Unión Maestranza               | Viacha |
| Asociación de Fútbol Oruro     |        |
| San José                       | Oruro  |

### Distribución geográfica de los equipos
| Región           | Cant. | Equipos |
| ---------------- | ----- | --- |
| Ciudad de La Paz | 8     | Always Ready, Bolívar, Deportivo Municipal, Ferroviario, Ingavi, Litoral, The Strongest y Unión Maestranza |
| Oruro            | 1     | San José                                                                                                   |

## Tabla de posiciones final
| Pos | Equipo              | Pts | PJ | G | E | P | GF | GC | DIF |
| --- | ------------------- | --- | -- | - | - | - | -- | -- | --- |
| 1.º | Litoral             | 21  | 16 | 8 | 5 | 3 | 40 | 21 | +19 |
| 2.º | The Strongest       | 21  | 16 | 9 | 3 | 4 | 50 | 37 | +13 |
| 3.º | Deportivo Municipal | 21  | 16 | 8 | 5 | 3 | 40 | 30 | +10 |
| 4.º | Ferroviario         | 19  | 16 | 8 | 3 | 5 | 42 | 28 | +14 |
| 5.º | Bolívar             | 16  | 16 | 6 | 4 | 6 | 38 | 44 | –6  |
| 6.º | San José            | 14  | 16 | 3 | 8 | 5 | 30 | 33 | –3  |
| 7.º | Ingavi              | 12  | 16 | 4 | 4 | 8 | 32 | 41 | –9  |
| 8.º | Unión Maestranza    | 10  | 16 | 3 | 4 | 9 | 37 | 48 | –11 |
| 9.º | Always Ready        | 10  | 16 | 3 | 4 | 9 | 32 | 49 | –17 |

|  | Campeón.                               |
|  | Relegado a la Segunda División (AFLP). |

## Campeón
|                                      |
| AFLP 1954 Litoral (La Paz) 1° Título |

## Resultados
| Always Ready         | 3 - 4 | Ferroviario      | Hernando Siles      | 23 de mayo |
| Bolívar              | 3 - 2 | San José         | Hernando Siles      | 23 de mayo |
| Deportivo Municipal  | 4 - 3 | Unión Maestranza | Departamental Oruro | 23 de mayo |
| Litoral              | 2 - 2 | The Strongest    | Hernando Siles      | 30 de mayo |
| Equipo libre: Ingavi |       |                  |                     |            |

| Ferroviario                                 | 6 - 2 | Ingavi           | Hernando Siles      | 30 de mayo |
| The Strongest                               | 5 - 3 | Unión Maestranza | Hernando Siles      | 6 de junio |
| Bolívar                                     | 1 - 0 | Always Ready     | Hernando Siles      | 6 de junio |
| San José                                    | 3 - 3 | Ingavi           | Departamental Oruro | 6 de junio |
| Equipo libre: Deportivo Municipal y Litoral |       |                  |                     |            |

| Unión Maestranza                | 1 - 1 | Bolívar             | Hernando Siles      | 13 de junio |
| Litoral                         | 1 - 1 | Deportivo Municipal | Hernando Siles      | 13 de junio |
| Ferroviario                     | 3 - 8 | Litoral             | Hernando Siles      | 20 de junio |
| The Strongest                   | 5 - 1 | Always Ready        | Departamental Oruro | 20 de junio |
| Equipo libre: San José y Ingavi |       |                     |                     |             |

| Unión Maestranza                           | 3 - 3 | San José    | Hernando Siles      | 20 de junio |
| Litoral                                    | 4 - 2 | Bolívar     | Hernando Siles      | 27 de junio |
| Deportivo Municipal                        | 1 - 1 | Ingavi      | Hernando Siles      | 27 de junio |
| San José                                   | 4 - 1 | Ferroviario | Departamental Oruro | 4 de julio  |
| Equipo libre: Always Ready y The Strongest |       |             |                     | 4 de julio  |

| Always Ready                     | 3 - 2 | Ingavi              | Hernando Siles | 4 de julio  |
| The Strongest                    | 1 - 4 | Deportivo Municipal | Hernando Siles | 4 de julio  |
| Ferroviario                      | 2 - 3 | Unión Maestranza    | Hernando Siles | 12 de julio |
| Deportivo Municipal              | 5 - 1 | Bolívar             | Hernando Siles | 12 de julio |
| Equipo libre: San José y Litoral |       |                     |                |             |

| The Strongest                               | 6 - 2 | Ferroviario      | Hernando Siles      | 25 de julio |
| Always Ready                                | 1 - 1 | San José         | Hernando Siles      | 25 de julio |
| Litoral                                     | 2 - 1 | Ingavi           | Departamental Oruro | 25 de julio |
| Ingavi                                      | 2 - 0 | Unión Maestranza | Departamental Oruro | 1 de agosto |
| Equipo libre: Bolívar y Deportivo Municipal |       |                  |                     |             |

| The Strongest                                | 3 - 3 | Bolívar             | Hernando Siles      | 1 de agosto  |
| San José                                     | 0 - 0 | Deportivo Municipal | Departamental Oruro | 15 de agosto |
| Bolívar                                      | 3 - 1 | Ingavi              | Hernando Siles      | 15 de agosto |
| Litoral                                      | 2 - 3 | Always Ready        | Hernando Siles      | 15 de agosto |
| Equipo libre: Ferroviario y Unión Maestranza |       |                     |                     |              |

| Unión Maestranza                    | 2 - 3 | Litoral             | Hernando Siles | 30 de agosto    |
| Always Ready                        | 2 - 2 | Deportivo Municipal | Hernando Siles | 30 de agosto    |
| Ingavi                              | 0 - 2 | The Strongest       | Hernando Siles | 5 de septiembre |
| Litoral                             | 4 - 1 | San José            | Hernando Siles | 5 de septiembre |
| Equipo libre: Bolívar y Ferroviario |       |                     |                |                 |

| Bolívar                        | 1 - 3 | Ferroviario      | Departamental Oruro | 5 de septiembre |
| Deportivo Municipal            | 3 - 1 | Ferroviario      | Hernando Siles      | 3 de octubre    |
| Always Ready                   | 5 - 2 | Unión Maestranza | Hernando Siles      | 3 de octubre    |
| San José                       | 2 - 4 | The Strongest    | Hernando Siles      | 3 de octubre    |
| Equipo libre: Ingavi y Litoral |       |                  |                     |                 |

## Goleador
| Jugador              | Jugador      | Goles | Equipo       |
| -------------------- | ------------ | ----- | ------------ |
| Bandera de Argentina | Juan Pinnola | 22    | Always Ready |

## Descensos y ascensos
Al finalizar la temporada descendió Always Ready, equipo que ocupó el último puesto en la tabla de posiciones, siendo reemplazado por Chaco Petrolero, ganador del torneo de ascenso de la Asociación de Fútbol de La Paz (AFLP).